# Srednji Bušević (Bosanska Krupa)
Srednji Bušević állandó lakosság nélküli szerb falu Bosznia-Hercegovinában, a Bosznia-hercegovinai Föderáció Una-Szanai kantonjában, Bosanska Krupa községben.

## Fekvése
Bosznia-Hercegovina északnyugati részén, Bihácstól légvonalban 30, közúton 54 km-re északkeletre, Bosanska Krupa központjától légvonalban 7, közúton 19 km-re északkeletre, a Buševica-patak völgye feletti dombokon fekszik.

## Népessége
| Nemzetiségi csoport | Népesség 1991 | Népesség 2013 |
| ------------------- | ------------- | ------------- |
| Szerb               | 462           | 0             |
| Bosnyák             | 0             | 0             |
| Horvát              | 2             | 0             |
| Jugoszláv           | 1             | 0             |
| Egyéb               | 5             | 0             |
| Összesen            | 470           | 0             |

## Története
A régészeti leletek tanúsága szerint területe már a középkorban is lakott volt. Középkori templomának és temetőjének maradványa a Crkvina nevű lelőhelyen található.
A boszniai háború utáni területmegosztáskor a települést kettévágta a Bosznia-hercegovinai Föderáció és a Szerb Köztársaság között húzott határvonal, így annak egy része Krupa na Uni községhez került.

## Nevezetességei
Késő középkori templom és temető maradványai a Crkvina lelőhelyen. A megmaradt alapfalak arra utalnak, hogy a templom kis méretű volt, hosszúkás hajóval és a keleti oldalt lezáró félköríves apszissal. Az északi falából történt kőkitermelés alkalmával hamvasztásos sír került elő. Az apszis mellett egy egyszerű, jellegzetes középkori délszláv sírkő, ún. stećak állt.